# Etofamide
Etofamide (INN, còn được gọi là eticlordifene) là một loại thuốc chống nhiễm trùng được sử dụng trong điều trị bệnh amip.
Etofamide, dưới tên thương hiệu Kitnos, được Pfizer tiếp thị ở Brazil nhưng đã bị ngừng sản xuất.[2]
Sử dụng qua đường uống với bệnh amip đường ruột [3]
Người lớn: 1000 mg mỗi ngày, chia 2 lần trong 3 ngày liên tiếp.
Trẻ em: Dạng hỗn dịch 100 mg / 5ml: 10 ml tiêm trong 3 ngày hoặc 15-20 mg / kg / ngày trong 3 ngày liên tiếp.
Chống chỉ định
Mang thai và cho con bú.
Tác dụng không mong muốn:
Đầy hơi, nôn mửa, nổi mày đay, mẩn ngứa.
Thông tin thêm: Etofamide là một loại thuốc diệt amip chủ yếu tác động lên đường ruột với cách hoạt động và cách sử dụng tương tự như diloxanide furoate.
Tác dụng của nó đối với Giardia lamblia đã được mô tả là khiêm tốn.